# 양자 우물

양자 우물의 모습. 양자 효과를 일으키는 나노미터 크기의 이종 구조 계획. 길이가 L인 음영 처리된 부분은 상수(불연속) 전도띠가 있는 영역을 보여준다.

양자우물(Quantum well)은 불연속적인 에너지 값만을 갖는 퍼텐셜 우물이다.
양자 우물을 시연하는 데 사용되는 고전적인 모델은 처음에는 3차원에서 자유롭게 이동할 수 있었던 입자를 평면 영역을 차지하도록 강제하여 2차원으로 제한하는 것이다. 양자 구속의 효과는 양자 우물 두께가 운반체(일반적으로 전자 및 정공)의 드브로이 파장에 필적할 때 발생하여 "에너지 부대역"이라고 하는 에너지 준위로 이어진다. 즉, 운반자는 불연속 에너지 값만 가질 수 있다.
양자 우물 시스템의 이론을 기반으로 다양한 전자 양자 우물 장치가 개발되었다. 이러한 장치는 예를 들어 레이저, 광 검출기, 변조기 및 스위치에서 응용 프로그램을 찾았다. 기존 장치에 비해 양자 우물 장치는 훨씬 빠르고 경제적으로 작동하며 기술 및 통신 산업에서 매우 중요한 포인트이다. 이러한 양자 우물 장치는 현재 많은 전자 장치에서 전부는 아니지만 기존의 전기 구성 요소를 많이 대체하고 있다.
양자 우물의 개념은 1963년 허버트 크뢰머와 조레스 알표로프 및 R.F. 카자리노프에 의해 독립적으로 제안되었다.

## 같이 보기
- 상자 속 입자
- 퀀텀닷

## 추가 문헌
- Thomas Engel, Philip Reid Quantum Chemistry and Spectroscopy. ISBN 0-8053-3843-8. Pearson Education, 2006. Pages 73–75.